# Archaeorhizomyces
Archaeorhizomyces é um gênero de fungo descrito em 2011 que pertence a uma família, ordem e classe monotípicas, respectivamente Archaeorhizomycetaceae, Archaeorhizomycetales e Archaeorhizomycetes. Uma única espécie foi descrita para este gênero, Archaeorhizomyces finlayi, entretanto, muitas outras espécies são conhecidas.